# ハリケーン・アイク
ハリケーン・アイク (Hurricane Ike) は、2008年9月にアフリカ西海岸で発生した大型ハリケーンである。2008年の大西洋のハリケーン・シーズンにおいて9番目のトロピカル・ストームで、ハリケーンとしては5番目、大型ハリケーンとしては3番目。

## 概要
2008年9月2日、アフリカ西海岸でトロピカル・デプレッションが発生した（なお、この海域で発生するハリケーンはカーボベルデ・ハリケーンと呼ばれ、過去に多くのハリケーンがカテゴリ4以上の強度に発達している）。その日のうちにトロピカル・ストームとなった。9月4日にハリケーンとなった後、急速に発達し、カテゴリー4となった。その後、いったんカテゴリー2まで弱まったが、再度カテゴリー4となった。
9月7日にカテゴリー4の強さでキューバ東部に上陸した。その後、9月8日にキューバ西部に再上陸した。当初は、フロリダ州へ上陸する予想だった。しかし、予想より南西方向へ進み、フロリダ州へは向かわずにキューバを直撃する結果となった。
2回のキューバ上陸により、カテゴリー1まで勢力を落としたが、メキシコ湾に出てから再発達を開始した。2005年のハリケーン・カトリーナなどのような猛発達はなく、強風域の拡大の方が顕著だった。しかし、勢力の方も徐々に増し、カテゴリー3に近いカテゴリー2となった。
9月13日にカテゴリー2の強さでテキサス州のガルベストンに上陸した。上陸時の勢力は950hPa、95ktだった。カテゴリー2であったにもかかわらず他のハリケーンと比べて強風域が広かったため、アイクは広い範囲に影響を及ぼした。

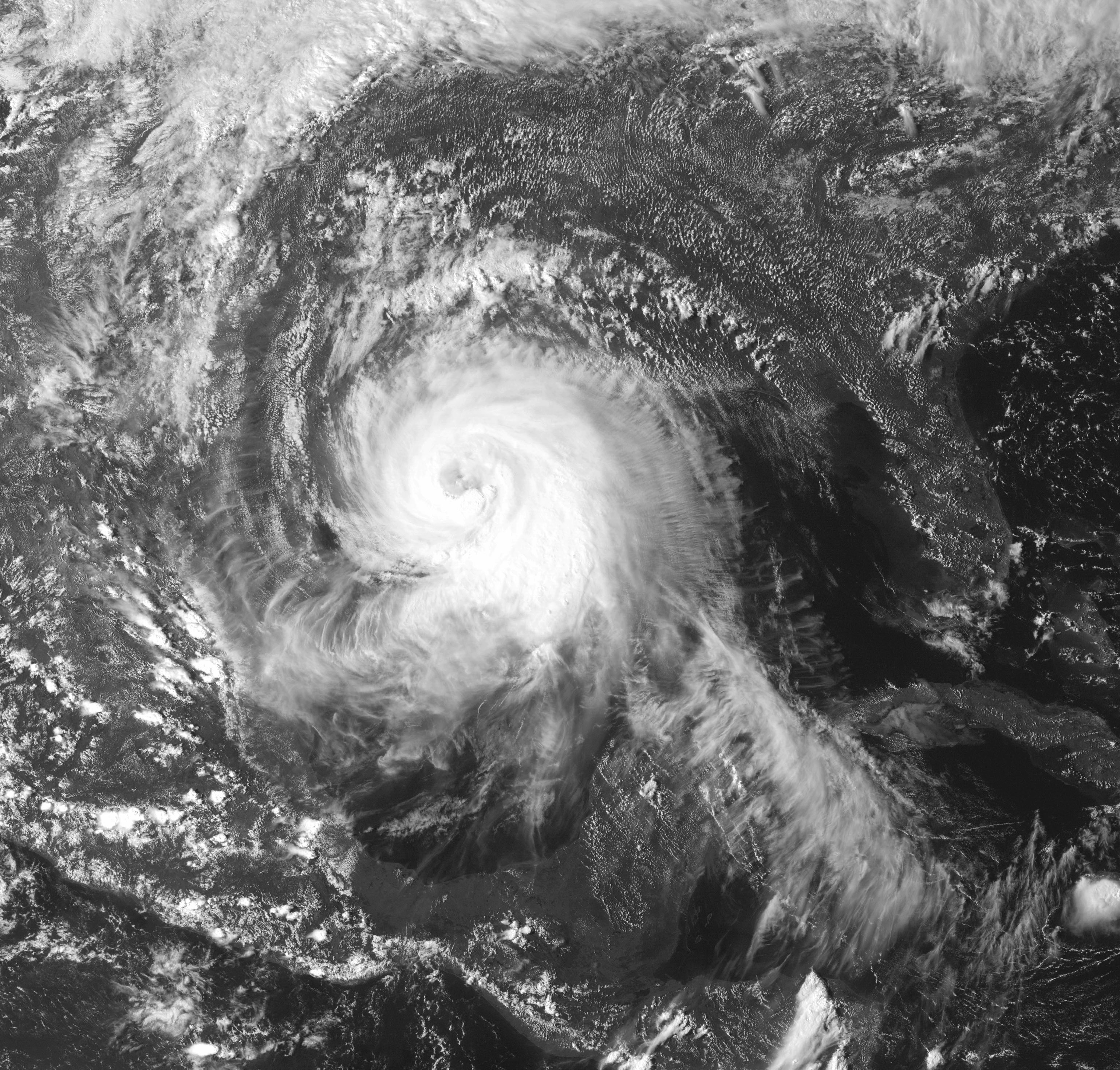
テキサス州へ接近するハリケーン・アイク

9月14日にはアメリカ中西部へと進み、インディアナ州、オハイオ州に強風をもたらした。

## 影響
- ハイチはフェイ、グスタフ、ハンナ、アイクの直撃を受け、500人を超す犠牲者が出た。
- アイクは、カトリーナ、アンドリューに次いで、大西洋北部で史上3番目に被害額が大きいハリケーンとなった。
- テキサス州ガルベストンでは市街を壊滅させた1900年のガルベストン・ハリケーン以来の大災害を西部を中心に被った。標高が低い島のため主に高潮による被害である。破壊されたビル・住宅308[1]。UTMB大学病院・医学部は運営を継続するかどうかの淵に立たされた[2][3]。
- テキサス州ヒューストンでは水辺に高潮の被害が出るとともに広域に2週間に渡る停電が発生した[4]ことから市民生活に重大な影響があった[5]。避難勧告地域を限定したためハリケーン・リタの際に起こった避難渋滞による混乱は発生しなかった。ガルベストンを含むヒューストン地域の死者は84名(加えて2009年1月時点での行方不明者40名)、ハリス郡で全く居住不可となった住宅6,700棟・要退去家屋18,700棟、市町村別に分類すると水辺の小さな村Shoreacres（677軒のうち58.6%が被害）などでの被害が顕著[6]。地下水位が高い地帯のため根の浅い大木が倒れ、水辺では多数のボートが陸に乗り上げた。チェイス銀行の高層ビルの窓ガラス破損、NASAジョンソン宇宙センターのミッション・コントロール・センターの避難と建物の一部破損、ヒューストン・テキサンズの本拠地リライアント・スタジアムの屋根の一部破損し予定されていた試合が延期された[7]。
- テキサス州とルイジアナ州の広範囲で強風と高潮による浸水による被害が発生した。1ヶ月後の時点で被害額は1兆1400億ドル。
- 内陸のインディアナ州、オハイオ州でも強風により100万世帯の停電が発生し復旧に約1週間を要した[8]。
- グスタフとアイクで被害を受けたキューバ政府に対し米政府が500万ドルの緊急援助を申し出たがキューバ政府はこれを拒絶したという[9]。
- 2009年3月6日、16万トンタンカー「SKS Satilla」の船底がアイクのため185km漂流してきたオイルリグ「Ensco74」に衝突し大破したが二重底のため原油流出は避けられた[10]。

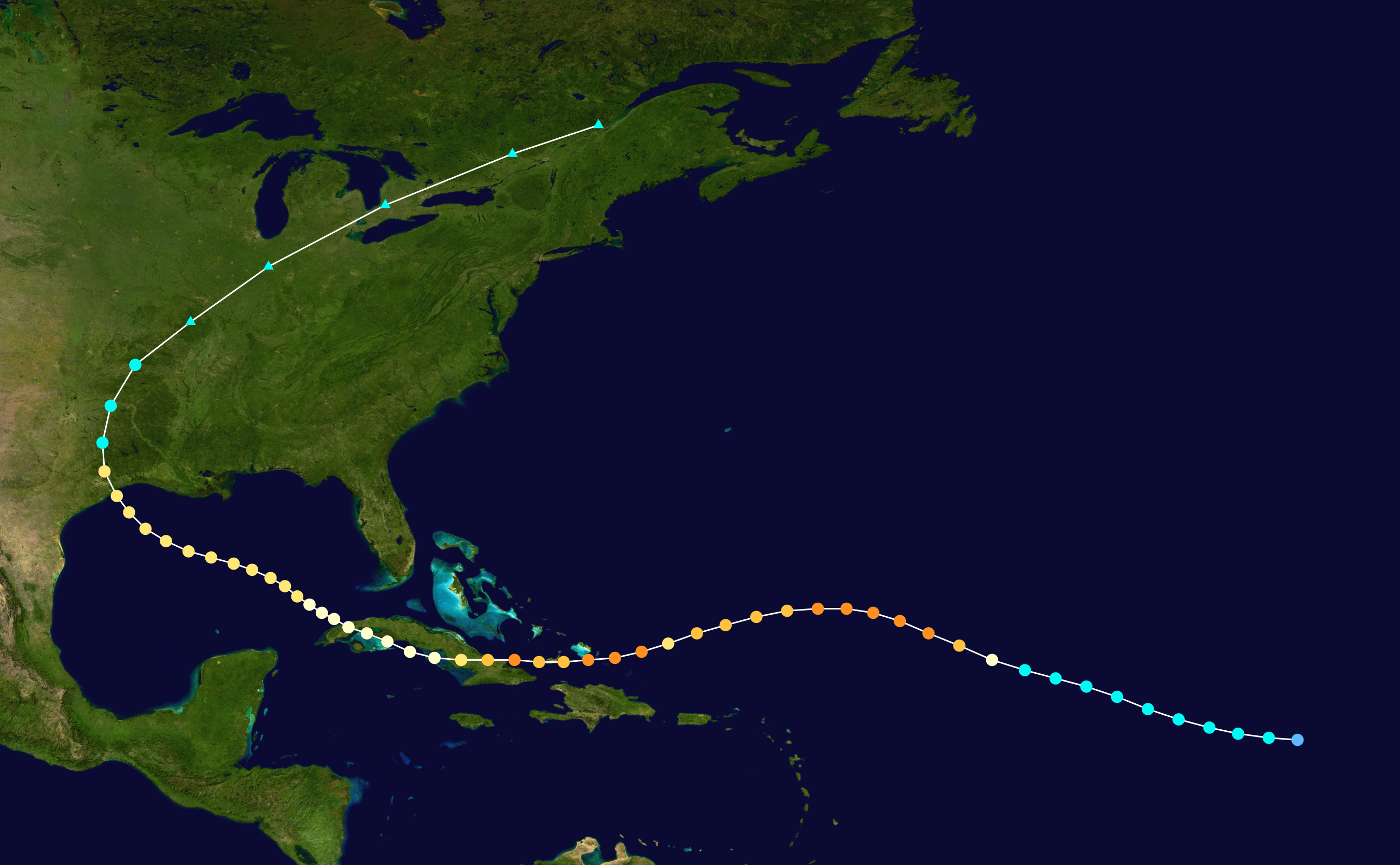
ハリケーン・アイクの進路

## その他
- 国際名Ikeは、この年限りで引退となった。代わりにIsaiasという国際名に変更となった。なお、国際名Ikeは、2002年に引退となった国際名Isidoreに代わって使用されたばかりであったが、ハリケーンの名前としては一代限りの使用となった。（Ikeは、台風の名前としても、1981年と1984年の2回使用された。しかし、1984年で引退となり、Ianという国際名に変更となっている）